# 밧카이역
밧카이역(일본어: 抜海駅)은 일본 홋카이도 왓카나이시에 위치한 홋카이도 여객철도 소야 본선의 철도역이었다. 역 번호는 W78이며, 단선 승강장 1면 1선 구조의 지상역이었다.

## 이용 현황
- 1981년도 : 35명.
- 1992년도 : 22명.

## 역 주변
- 밧카이 어항
- 왓카나이 니시카이간 원생 화원

## 역사
- 1924년 6월 25일 : 철도성 데시오키타 선 왓카나이 역(현 · 미나미왓카나이 역) - 가부토누마 역 간 개통에 수반해 개업. 일반역.
- 1926년 9월 25일 : 데시오미나미 선과 데시오키타 선을 통합해 선로명을 데시오 선으로 개칭, 그것에 수반해 이 선의 역으로 한다.
- 1930년 4월 1일 : 데시오 선을 소야 본선으로 편입, 그것에 수반해 이 선의 역으로 한다.
- 1977년 5월 25일 : 화물 취급을 폐지.
- 1984년
  - 2월 1일 : 하물 취급을 폐지.
  - 11월 10일 : 출찰 · 개찰 업무를 정지해 여객 업무에 대해서 무인화. 단, 폐색 취급의 운전 요원은 계속 배치.
- 1986년 11월 1일 : 전자 폐색화에 수반해 완전 무인화.
- 1987년 4월 1일 : 일본국유철도 분할 민영화에 의해, 홋카이도 여객철도가 승계.
- 2025년 3월 15일 : 폐지

## 인접 역
| 소야 본선                | 소야 본선   | 소야 본선                        |
| ------------------------ | ----------- | -------------------------------- |
| W77 유치 아사히카와 방면 | ■ 소야 본선 | 미나미왓카나이 W79 왓카나이 방면 |